# Procession de Notre-Dame de l'Agonie

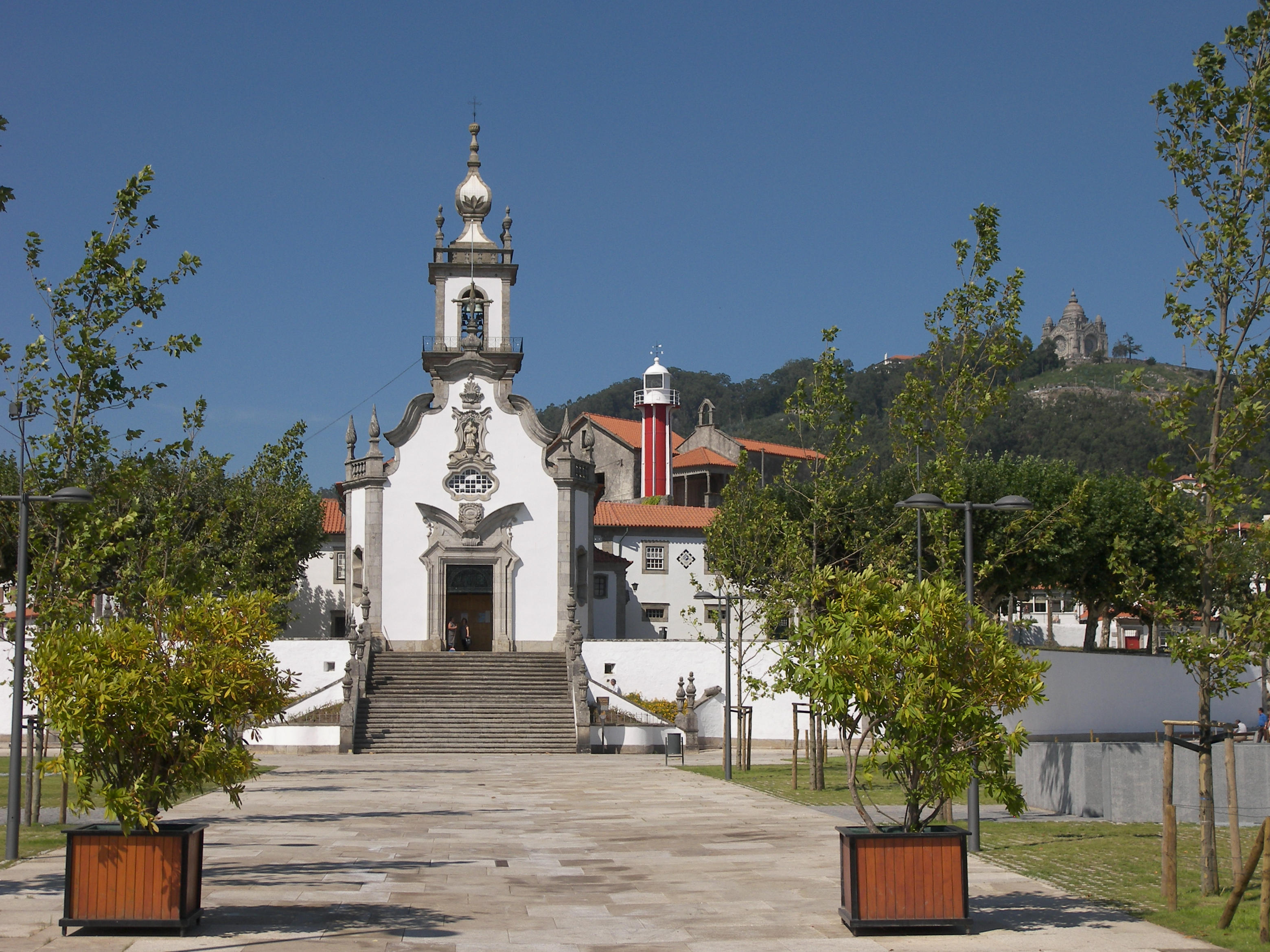
Chapelle de Nossa Senhora da Agonia à Viana do Castelo

La Procession en l'honneur de Notre-Dame de l'Agonie (Romaria de Nossa Senhora da Agonia en portugais) ou Romaria d'Agonia, a lieu chaque année depuis 1783 au mois d'août dans la ville de Viana do Castelo, située sur la côte nord du Portugal.

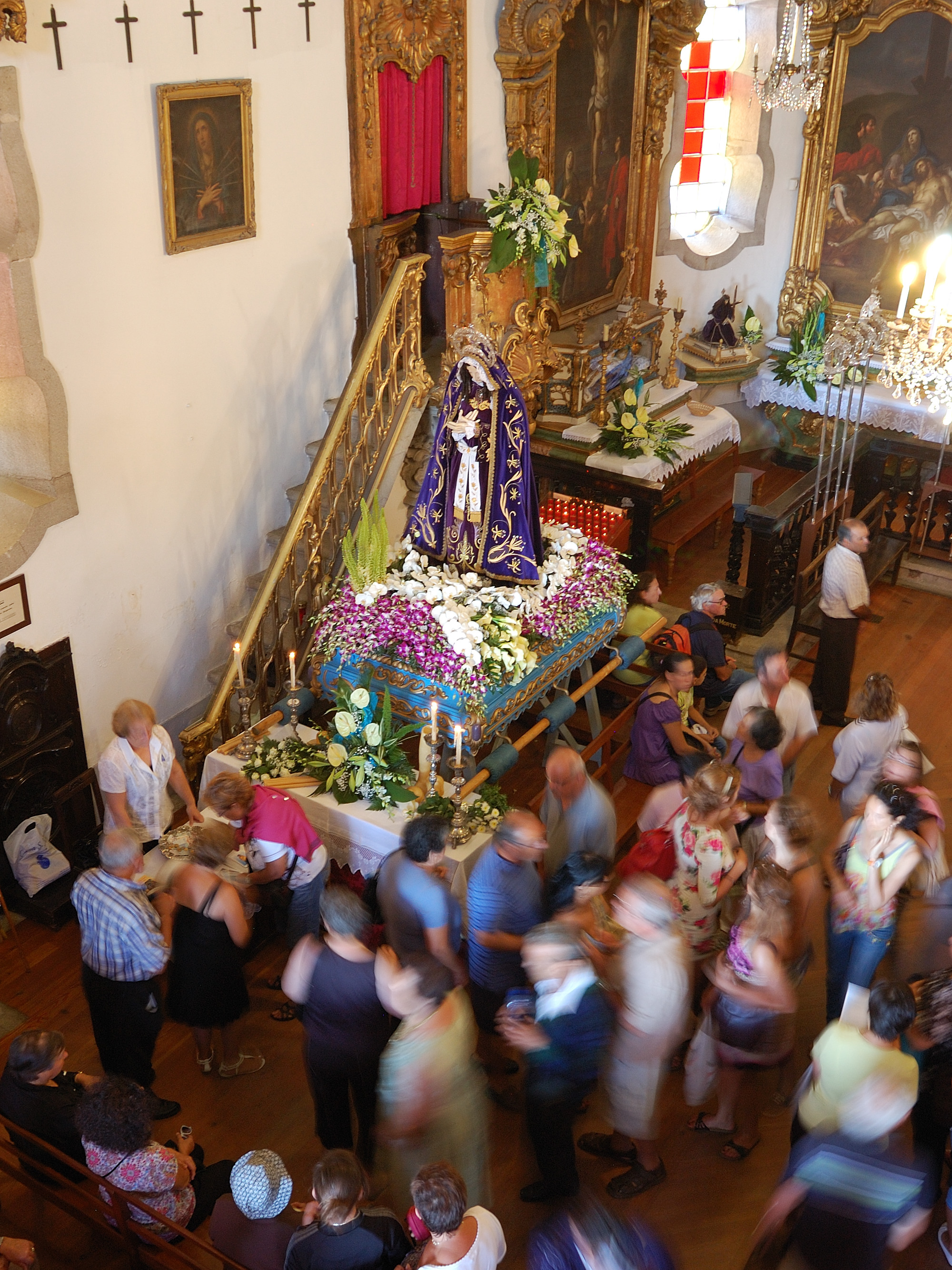
La plateforme de Notre-Dame de l'Agonie